# Отруйні гази
Отру́йні га́зи, токси́чні га́зи (рос. ядовитые газы, англ. poisonous gases , нім. Giftgase n pl) — гази, що виділяються чи утворюються в природних процесах чи в промисловості. У промисловості, зокрема гірничій справі — гази (загалом NO2 і CO), які утворюються при вибуху зарядів вибухових речовин (ВР).
До отруйних (токсичних) газів належить аміак, оксиди азоту, монооксид вуглецю, радон, сірчистий газ, сірководень, вуглекислий газ. На деяких рудниках з масиву гірської породи виділяється сірководень, аміак.
Встановлені граничні допустимі концентрації для кожного з отруйних газів з врахуванням їх токсичності.